# De Nieuwe Grond
De Nieuwe Grond – gmina miejska w Surinamie; w dystrykcie Wanica; 20,219 mieszkańców (2008). Ośrodek przemysłowy. Jest to druga co do wielkości gmina miejska w Surinamie.